# Vlčany
Vlčany (slowakisch bis 1948 „Farkašd“; ungarisch Vágfarkasd – bis 1907 Farkasd) ist eine Gemeinde in der Westslowakei.

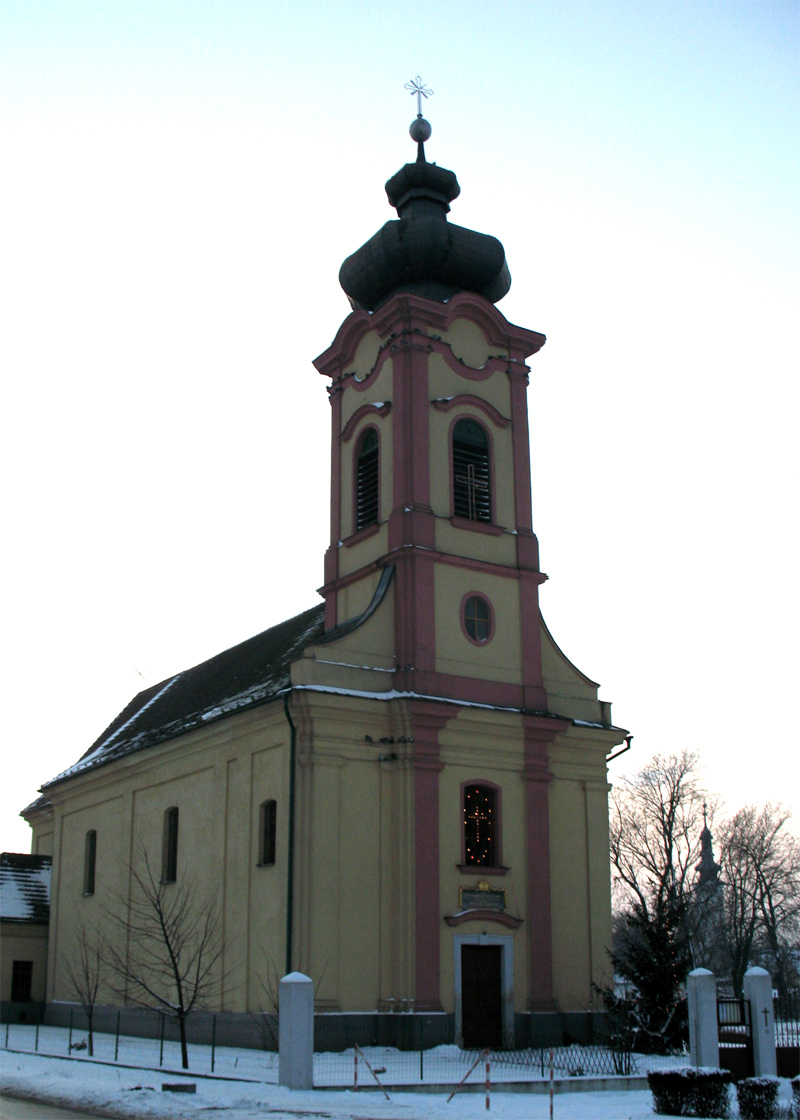
Kirche im Ort

## Lage
Sie liegt an der Bahnstrecke Šaľa–Neded im Donautiefland am Ufer der Waag etwa 15 km südlich von Šaľa entfernt.

## Geschichte
Der Ort wurde 1113 erstmals als Forcas erwähnt. Im Ort gibt es zwei Kirchen: eine reformierte aus dem Jahr 1785 und eine katholische aus dem Jahr 1807.
Bis 1918 gehörte der Ort im Komitat Neutra zum Königreich Ungarn, kam dann zur neu entstandenen Tschechoslowakei, wurde aber auf Grund des Ersten Wiener Schiedsspruchs von 1938 bis 1945 wieder ein Teil Ungarns. Seit 1993 ist er ein Teil der heutigen Slowakei.
Der mit einer großen Mehrheit von Ungarn bewohnte Ort (2001: 73 Prozent der Einwohner) trug bis 1948 den slowakischen Namen „Farkašd“, dieser wurde wegen seiner großen sprachlichen Nähe zum ungarischen Wort Farkas (deutsch Wolf) in die slowakische Entsprechung „Vlčany“ (Vlk = Wolf) umbenannt.

## Bevölkerung
| Jahr                | 1994 | 2004    | 2014    | 2024    |
| ------------------- | ---- | ------- | ------- | ------- |
| Anzahl der Personen | 3384 | 3443    | 3286    | 3131    |
| Unterschied         |      | +1,74 % | −4,55 % | −4,71 % |

| Jahr                | 2023 | 2024    |
| ------------------- | ---- | ------- |
| Anzahl der Personen | 3139 | 3131    |
| Unterschied         |      | −0,25 % |